# بطولة أوروبا تحت 21 سنة لكرة القدم 1982
بطولة أوروبا تحت 21 سنة لكرة القدم 1982 هو الموسم 3 من  بطولة أوروبا تحت 21 سنة لكرة القدم. أشرف على تنظيمه الاتحاد الأوروبي لكرة القدم، وكان عدد الأندية المشاركة فيه  8، وفاز فيه منتخب إنجلترا لكرة القدم.